# Suramin
Suramin ist ein farbloses Analogon des Azofarbstoffs Trypanblau. Seit den 1920er-Jahren wird Suramin (bekanntester Handelsname: Germanin) als Antiprotozoikum gegen die Schlafkrankheit und andere durch Trypanosomen verursachte Krankheiten eingesetzt.

## Geschichte

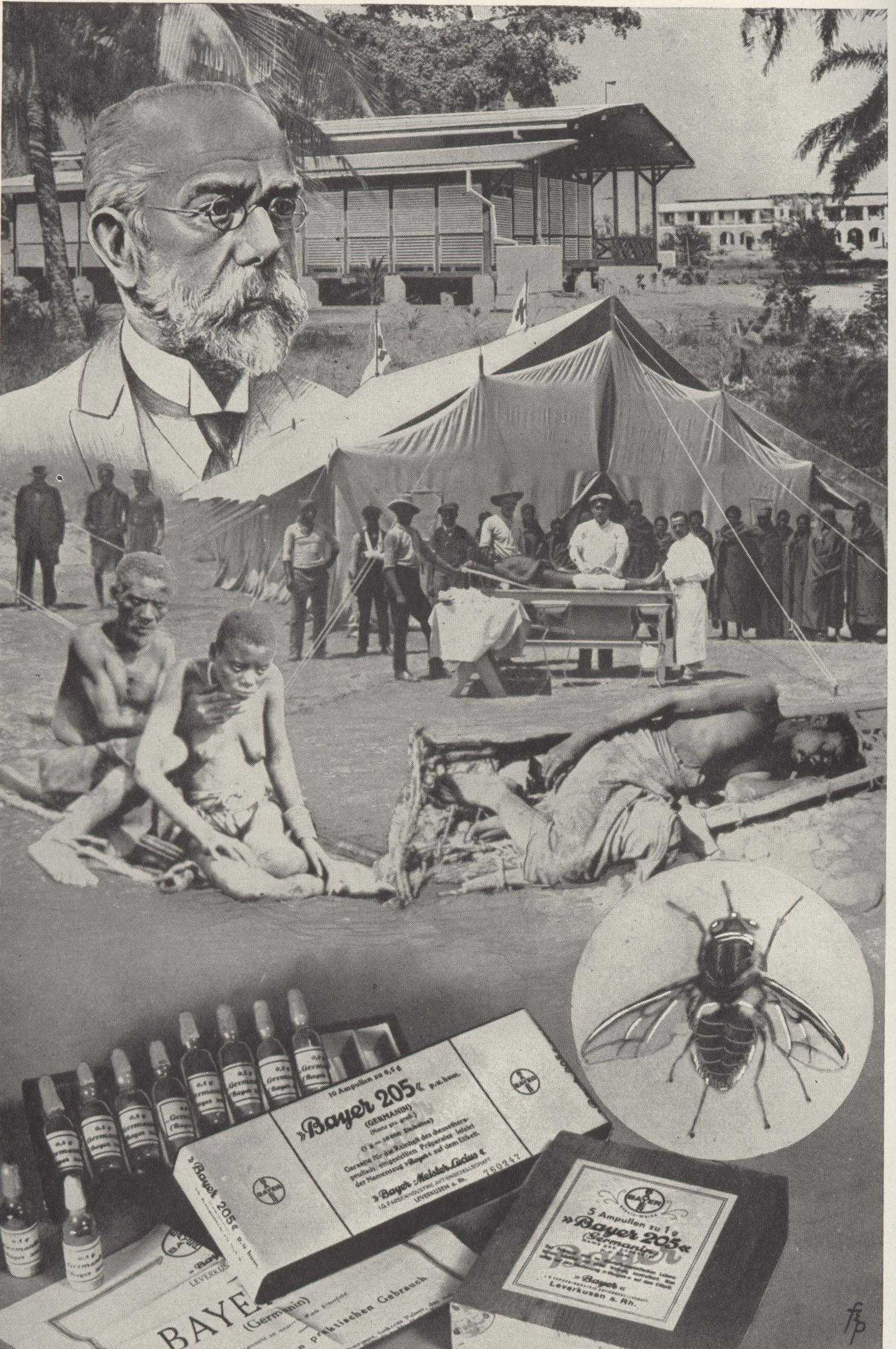
Collagenbild von 1938 zum Thema „Bekämpfung der Schlafkrankheit durch deutsche Kolonialärzte“. Oben Robert Koch, der als Mikrobiologe die Grundlagen des Forschungsprojekts gelegt hatte, daneben Schlafkrankenstationen und -behandlung in Kamerun, unten das Medikament Suramin oder „Bayer 205“

Suramin wurde erstmals 1916 von den Chemikern Oskar Dressel, Richard Kothe und Bernhard Heymann der Firma Bayer & Co.  in Elberfeld unter der internen Bezeichnung Bayer 205 synthetisiert (alle drei erhielten dafür die Adolf-von-Baeyer-Denkmünze). Die medizinische Entwicklung und die begleitenden Tierversuche fanden im Chemotherapeutischen Laboratorium in Elberfeld unter der Leitung von Wilhelm Roehl statt. In Deutschland wurde der Wirkstoff unter dem Handelsnamen Germanin vertrieben. Die Formel wurde aus wirtschaftlichen Gründen geheim gehalten, aber 1924 durch Ernest Fourneau vom Institut Pasteur entschlüsselt und veröffentlicht.

## Anwendung als Antiparasitikum
Der Wirkstoff Suramin ist toxisch für Zellen. Seine Anwendung geht mit dem Risiko erheblicher Nebenwirkungen einher, tötet jedoch bei geeigneter Dosierung die Parasiten ab. Die Medizin verfügte damit Anfang der 1920er-Jahre erstmals über ein wirksames Mittel gegen die Erreger der Schlafkrankheit, die bis dahin in weiten Teilen Afrikas mit verheerenden Epidemien grassierte. Die Tests in Ostafrika führte der Robert-Koch-Schüler Friedrich Karl Kleine durch. Suramin, ein Nachfolger von Atoxyl, hat sich seither auch bei anderen Trypanosomen-Krankheiten bewährt. Außerdem wurde es erfolgreich zur Bekämpfung der Onchozerkose angewendet, einer verbreiteten tropischen Wurmerkrankung, die zur Flussblindheit führt.

## Erprobung neuer Anwendungen
Seit einiger Zeit wird Suramin als Therapeutikum gegen das HI-Virus und verschiedene Krebs-Erkrankungen klinisch erprobt, Lymphome, Lungen-, Nieren- und Prostatakarzinome. Seine inhibitorische Wirkung auf die Heparanase ist in diesem Zusammenhang bekannt und ein möglicher Mechanismus.
Eine neue Entdeckung ist, dass Suramin in Leberzellen den programmierten Zelltod (Apoptose) deutlich hemmen kann, obwohl es diesen in anderen Geweben fördert. Akutes Leberversagen kann bei Hepatitis-B-Infektionen und Medikamenten- oder Pilzvergiftungen auftreten, ein tödlich verlaufender Vorgang, gegen den es noch keine medikamentöse Therapie gibt.
In der Universität von Kalifornien (San Diego) konnten durch Suramin bei Mäuseexperimenten erfolgreich autismusähnliche Symptome behandelt werden. Dem Experiment liegt die Annahme zugrunde, dass eine Art „nichtgenetischer Autismus“ durch eine fehlerhafte Zellinteraktion verursacht würde. Die Existenz eines „nichtgenetischen Autismus“ ist jedoch nicht nachgewiesen, weswegen bei solchen Experimenten meist nicht von Autismus, sondern nur von autismusähnlichen Symptomen gesprochen wird.
Eine klinische Studie mit dem niederdosierten Wirkstoff (20 mg/kg), an der 10 Kinder und Jugendliche im Alter von 5–14 Jahren teilnahmen, führte zu Verbesserungen in den Kategorien Sprache, soziale Interaktion und stereotypes Verhalten.

## Erprobung gegen Aids
Das Team von Robert Gallo hatte gezeigt, dass  Suramin durch Hemmung der reversen Transkriptase die Verbreitung des  HI-Virus in lebenden Tieren reduzierte. Ende der 1980er Jahre wurde deshalb Suramin als Mittel gegen HIV/Aids getestet, dabei kam es mehrfach zu schweren Nebenwirkungen. In einer Studie verstarben von 98 Patienten 16 während der Behandlung oder kurz danach. Eine weitere Studie, bei der es auch zu schweren Nebenwirkungen kam, zeigte keine Wirkung auf die Entwicklung von opportunistischen Infektionen während der Therapie und damit keinen klinischen Nutzen bei HIV-bezogenen Krankheiten.

## Handelsnamen
Antrypol, Bayer 205, Belganyl, Fourneau 309, Germanin, Moranyl, Naganol, Naginin, Naphuride.